# Jeff Colyer
Jeffrey William Colyer (3 de junio de 1960) es un cirujano y político estadounidense que se ha desempeñado como el 47 ° gobernador de Kansas desde 2018 hasta 2019. Miembro del Partido Republicano, anteriormente se desempeñó como el 49 ° vicegobernador de Kansas desde 2011 hasta 2018, como miembro del Senado de Kansas de 2009 a 2011, y en la Cámara de Representantes de Kansas de 2007 a 2009.

## Gobernador de Kansas
El 26 de julio de 2017, el gobernador Sam Brownback fue nominado por el presidente Donald Trump para ser el embajador en jefe de los Estados Unidos para la Libertad Religiosa Internacional en Washington D. C. Cuando Brownback renunció a la gubernatura el 31 de enero de 2018 como juramentado como embajador, Colyer se convirtió en gobernador de Kansas. Colyer ha declarado su intención de buscar un término completo como gobernador en las próximas elecciones para gobernador